# Jürgen Knauss
Jürgen Knauss (14. března 1938 – 18. října 2024) byl německý podnikatel, obchodník a fotograf.

## Život
Knauss se narodil v Darmstadtu 14. března 1938. Stal se vyučeným sazečem a vystudoval grafiku.
Knauss byl ženatý s vydavatelkou Claudií Knaussovou. Zemřel 18. října 2024 ve věku 86 let.

## Kariéra

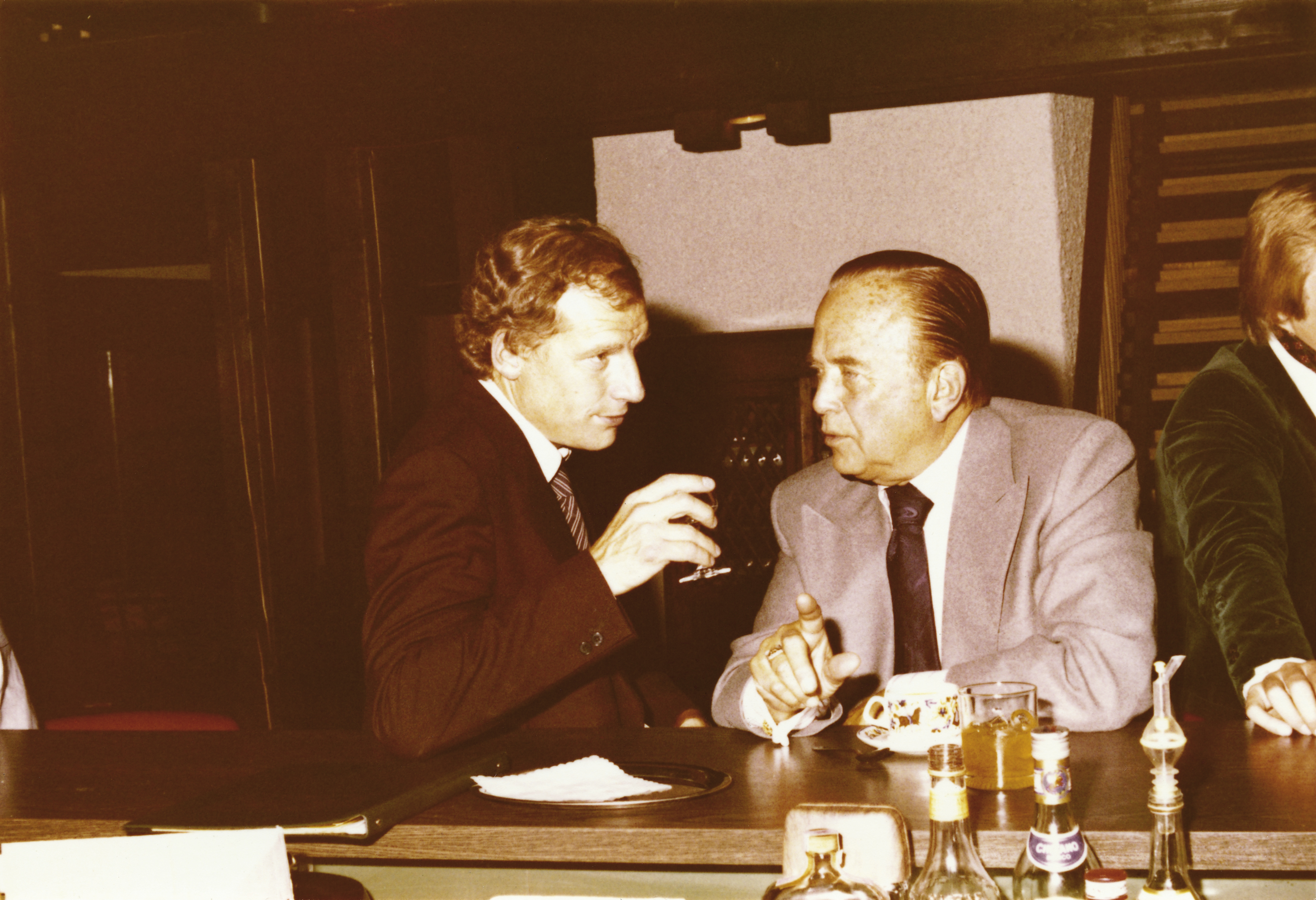
Ray Kroc a Jürgen Knauss

Na začátku své kariéry pracoval Knauss pro tiskařskou společnost v Brazílii. Poté, co se v roce 1964 setkal s Friedrichem W. Heyem, začal pracovat jako poradce pro layout pro Heye Verlag. V roce 1971 se Knauss setkal se zakladatelem McDonald's Ray Krocem v Mnichově, což vedlo ke čtyřiceti letům trvajícímu marketingovému partnerství. Knauss se v roce 1974 stal generálním ředitelem reklamní agentury Heye & Partner. V roce 1984 byl jmenován členem představenstva společnosti Needham Worldwide (dnes DDB).  Po smrti F. W. Heyese v roce 1988 Knauss a jeho manželka Claudia převzali Heye Verlag v roce 1989. 
V roce 2003 Knauss a jeho agentura vyvinuli slogan McDonald's I'm lovin' it (německy Ich liebe es), který zvítězil v celosvětové soutěži mezi 14 agenturami; je známý především jako vynálezce tohoto sloganu.
V roce 2007 odstoupil z funkce generálního ředitele společnosti a do roku 2014 vykonával funkci předsedy.
V roce 2014 založil Knauss se svou ženou Claudií vydavatelství +Knauss Verlag; v publikacích vystupuje jako Yussof Knauss.  V roce 2015 otevřeli pracovní prostor +Knauss Werkraum v Mnichově.  Část jeho fotografické tvorby byla prezentována na výstavách.

## Ocenění

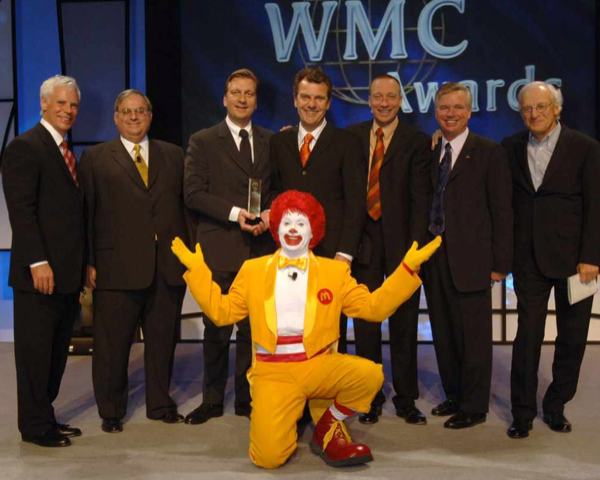
McDonalds Excellence Award 2005

- 1994: Muž roku od Deutsche Werbeindustrie[15]
- 2005: Hamburger Food Service Award[16]
- 2007: Cena Charlieho Bella od McDonald's[17]
- 2016: Deutscher Fotobuchpreis Bronze (německá cena za fotoknihu), za jeho fotografickou knihu Barma/Myanmar – Im Fluss der Langsamkeit.[18]
- 2018: Deutscher Fotobuchpreis Bronze (německá cena za fotoknihu), za jeho fotografickou knihu STILLE[19]

## Publikace
- C. Knauss, J. Knauss, F. W. Heye, H. Valinue, H. Marceau: Mordillo Jubiläumsbuch, ISBN 978-3895297137.
- J. Knauss, Sueddeutsche Zeitung, Münchner Literaturhaus: München inspiriert, Heye & Partner 2008.
- Jürgen Knauss, Jan Knauss: Deutsche See: FAMILY OF FISCH, +KNAUSS München, Hamburg 2011. ISBN 978-3-8401-1758-9
- J. Knauss: Das Viertel (Glockenbachviertel, Isarvorstadt, Gärtnerplatzviertel München), německy, Heye & Partner, 2013.
- C. Knauss, J. Knauss: Barma /Myanmar: Im Fluss der Langsamkeit, německy, +KNAUSS Verlag, listopad 2014. ISBN 978-3000469572
- C. Knauss, J. Knauss a kol.: STILLE: Ein Buch, das fotografisch, literarisch und musikalisch zum Flanieren durch das Universum der Stille einlädt, německy, +KNAUSS Verlag, říjen 2017. ISBN 978-3000566394
- Jürgen Knauss, Jan Knauss, M. Lange: 24 Stunden BayArena 04, +KNAUSS Werkraum, München 2017.